# 源圓
源 圓（みなもと の つぶら）は、鎌倉時代前期の武士。承久の乱の後に筑後国の蒲池氏の娘婿となり、遺領を譲られ、松浦党蒲池氏の祖となる（『筑後国史』）。

## 略歴
松浦氏初代・松浦久の子である直の六男・山代囲（源六囲）の三男で、山代系図にある源三固であるとされるが、『筑後国史』『蒲池物語』では、源三圓は渡辺綱の子あるいは孫の渡辺久（松浦久）の子・正（源正）の子孫としている。松浦正は後に「源公頼」と改名していることから、蒲池氏初代の源久直（蒲池久直）が娘婿になった筑後橘氏の祖の橘公頼と後世において混同されたのではないかとも考えられる。
圓には子はおらず、山代家は、甥でもある養子・広（廣）（源三廣）が継ぎ、蒲池の家は、圓の先代で承久の乱に朝廷側に参陣し、幕府勝利のため薩摩の所領で終生蟄居の身となった蒲池行房の子で、妻の実家の宇都宮姓を継いでいた久氏が継ぐ。山代氏と蒲池氏の関係は、肥前国神崎の地にある。神崎荘は山代氏の本拠地であり、そこへ都から嵯峨源氏の源満末が荘官として下向。同地において源満末は都の下級貴族から地方土着の武士になるが、その背景に山代氏の影響や力があったものとされる。この源満末の孫の源久直が蒲池氏の初代である。